# Хотенов, Артём Михайлович
Артём Михайлович Хотенов (род. 30 апреля 1994 года, Ташкент) — российский боксёр, серебряный призёр Кубка мира, чемпион Вооруженных сил, бронзовый призёр чемпионата России, многократный победитель и призер международных турниров по боксу. Мастер спорта России по боксу.

## Карьера
Артём Хотенов родился в городе Ташкент. Любительскую карьеру в боксе начал в 2007 году, тренировался под руководством заслуженного тренера России Атапина Олега Александровича и заслуженного тренера СССР и России Гришина Альфреда Владимировича.
В 2013 году выполнил норматив Мастера спорта России по боксу.
В 2021 году завершил любительскую карьеру в боксе и перешел на тренерскую деятельность.

## Спортивные достижения
- Международный турнир по боксу «Странджа» 2014[1] — ;
- Международный турнир по боксу AIBA 2014[2] — ;
- Международный турнир по боксу Gee-Bee 2014[3] — ;
- Международный турнир по боксу Гран-При «Усте-над-Лабем 2014[4] — ;
- Международный турнир по боксу «Вечер бокса» 2015[5] — ;
- XXVI Международный турнир по боксу памяти Маршала Советского Союза Георгия Жуков 2016[6] — ;
- Кубок Мира среди нефтяных стран 2017[7] — ;
- Чемпионат Вооруженных сил по боксу 2017[8] — ;
- Чемпионат России по боксу 2013 — ;
- Мастер спорта России по боксу[9]